# 四有
四有，佛教術語，由說一切有部論師提出，是本有、死有、中有、生有等的合稱，為有情眾生生命存有的四個階段。

## 概論
1. 本有，是有情眾生由出生，一直到死亡之間的生命形態。
2. 死有，眾生的死亡剎那，是死亡至中有出現的中間形態。
3. 中有，眾生在死亡之後，出生之前的生命形態。
4. 生有，眾生的結生剎那，是中有至本有之間的形態。